# Franc Leskošek
Franc Leskošek (ilegalno partijsko ime Luka. partizansko ime Peter Strugar), slovenski častnik in politik, * 9. december 1897, Celje, † 5. junij 1983, Ljubljana.

## Življenje
Leskošek je bil vajenec pri ključavničarju v Žalcu, nato se je v Westnovi tovarni v Celju (kasneje EMO Celje) izučil za kovinostrugarja. Med 1. svetovno vojno je bil vpoklican v Avstro-ogrsko vojsko in večino časa preživel na soški fronti. Po koncu vojne je bil med prostovoljci – borci za severno mejo na Koroškem. Po koroškem plebiscitu se je vrnil v Celje, kjer se je zaposlil v Westnovi tovarni emajlirane posode in se aktivno vključil v sindikalno gibanje. V tovarni je sodeloval pri organizaciji stavk (mdr. leta 1922), zaradi česar je moral podjetje zapustiti in je delal v številnih tovarnah po Evropi, kjer je sodeloval pri organizaciji novih stavk. 
Od leta 1926 je bil član Komunistične partije Jugoslavije (KPJ), od leta 1934 je bil član njenega centralnega komiteja (CK). Leta 1933 se je vrnil v domovino in bil v ljubljanskem Saturnusu izvoljen za delavskega zaupnika, nato še za tajnika Zveze kovinarskih delavcev za Slovenijo in predsednika strokovne komisije združenih delavskih strokovnih sindikatov za Slovenijo. V ozadju je deloval kot ilegalni komunistični funkcionar ter izkoriščal svoj položaj za radikalizacijo delavskega gibanja, saj mu je pomagalo, da oblasti dolgo niso vedele, da je komunist.
Leta 1935 je skupaj s Kardeljem odpotoval v Sovjetsko zvezo, kjer je delal za Kominterno in bil na avgustovskem posvetovanju 1936 v Moskvi kot edini Slovenec imenovan v politbiro KPJ. Ko je Kominterna leta 1937 za novega generalnega sekretarja KPJ določila Josipa Broza Tita, ga je slednji imenoval za člana novega vodstva KPJ v domovini. Aprila 1937 je bil na ustanovnem kongresu KPS na Čebinah izvoljen za sekretarja CK KPS. Na zadnjih parlamentarnih volitvah v Kraljevini Jugoslaviji leta 1938 je kandidiral na listi združene opozicije.
Leta 1940 se je s pravočasnim umikom v ilegalo izognil aretaciji ter bil vnovič izvoljen v CK KPJ in njegov politbiro. Takoj po okupaciji je postal predsednik vojne komisije CK KPS, po ustanovitvi slovenskih partizanskih enot leta 1941, ga je Kardelj imenoval za poveljnika glavnega štaba partizanskih odredov Slovenije, kar je ostal do 1. oktobra 1942. Od 1942 je bil član Izvršnega odbora OF in Vrhovnega štaba NOV in PO Jugoslavije; udeležil se je Zbora odposlancev slovenskega naroda v Kočevju in bil izvoljen v Predsedstvo SNOO/SNOS, pa tudi AVNOJ. 
Po vojni, ko so komunisti prevzeli oblast, je bil do konca leta 1945 še sekretar CK KPS in republiški minister za industrijo in rudarstvo, 1947 je postal minister za težko industrijo v zvezni vladi in predsednik zveznega sveta za strojegradnjo ter bil tesno povezan z industrializacijo v Jugoslaviji ter povojno obnovo in širitvijo slovenske industrije. V letih 1947–1958 je bil član jugoslovanske vlade oz. od leta 1953 Zveznega izvršnega sveta (1951–53 obenem tudi predsednik sveta za industrijo LRS). V letih 1958–1963 je bil podpredsednik jugoslovanske zvezne ljudske skupščine. Bil je član politbiroja oz. izvršnega komiteja CK KPJ/ZKJ (1948–1964) in od 1959 član izvršnega komiteja CK ZKS. Bil je predsednik ZZB NOV Slovenije v mandatu 1965–1969, nato njen častni predsednik. 
Odlikovan je bil z najvišjimi državnimi odlikovanji. Bil je rezervni generalpodpolkovnik JLA, junak socialističnega dela in član Sveta federacije. Pokopan je v grobnici narodnih herojev v Celju. Komunistična partija Slovenije ga je razglasila za častnega občana mest Celje in Maribor.

## Odlikovanja in priznanja
- red narodnega heroja
- red ljudske osvoboditve
- red partizanske zvezde I. stopnje
- red zaslug za ljudstvo I. stopnje
- red bratstva in enotnosti I. stopnje,
- red za hrabrost
- partizanska spomenica 1941
- red junaka socialističnega dela
- častni občan Celja (1952)
- častni občan Ljubljane (1983)